# 4747 Jujo
4747 Jujo è un asteroide della fascia principale. Scoperto nel 1989, presenta un'orbita caratterizzata da un semiasse maggiore pari a 3,0012522 UA e da un'eccentricità di 0,1156248, inclinata di 11,82333° rispetto all'eclittica.